# Neuvième circonscription de Paris
Pour les articles homonymes, voir Neuvième circonscription de Paris de 1958 à 1986 et Neuvième circonscription de Paris de 1988 à 2012.
La neuvième circonscription de Paris est l'une des 18 circonscriptions électorales françaises que compte le département de Paris (75) situé en région Île-de-France depuis le redécoupage des circonscriptions électorales réalisé en 2010 et applicable à partir des élections législatives de juin 2012.

## Délimitation de la circonscription
La loi du 23 février 2010 ratifie l'ordonnance du 29 juillet 2009, laquelle détermine la répartition des sièges et la délimitation des circonscriptions pour l'élection des députés.
La circonscription est délimitée ainsi : une partie du 13e arrondissement, comprenant les quartiers de la Salpêtrière, de la Gare et de Croulebarbe.
Cette délimitation s'applique donc à partir de la XIVe législature de la Cinquième République française.
Cette neuvième circonscription de Paris correspond globalement à la précédente neuvième circonscription, reprenant à la dixième le quartier de Croulebarbe et lui cédant le quartier de la Maison Blanche.

## Députés
| Législature | Début de mandat | Fin de mandat | Député              | Parti politique | Observations                                                                           |
| ----------- | --------------- | ------------- | ------------------- | --------------- | -------------------------------------------------------------------------------------- |
| XIVe        | 20 juin 2012    | 9 mai 2014    | Jean-Marie Le Guen  | PS              | Nommé au gouvernement, remplacé par sa suppléante                                      |
| XIVe        | 9 mai 2014      | 20 juin 2017  | Anne-Christine Lang | PS              | Nommé au gouvernement, remplacé par sa suppléante                                      |
| XVe         | 21 juin 2017    | 21 juin 2022  | Buon Tan            | LREM            |                                                                                        |
| XVIe        | 22 juin 2022    | 9 juin 2024   | Sandrine Rousseau   | EÉLV            | Mandat écourté à la suite d'une dissolution parlementaire décidée par Emmanuel Macron. |
| XVIIe       | 8 juillet 2024  | En cours      | Sandrine Rousseau   | EÉLV            |                                                                                        |

## Résultats électoraux

### Élections législatives de 2012
Les élections législatives se sont déroulées les dimanches 10 et 17 juin 2012.
| Candidat                          | Candidat                 | Parti                    | Premier tour | Premier tour | Second tour | Second tour |  |
| Candidat                          | Candidat                 | Parti                    | Voix         | %            | Voix        | %           |  |
| --------------------------------- | ------------------------ | ------------------------ | ------------ | ------------ | ----------- | ----------- |  |
|                                   | Jean-Marie Le Guen élu   | PS                       | 18 372       | 47,17        | 24 902      | 68,87       |  |
|                                   | Anne-Sophie Souhaité     | UMP                      | 8 497        | 21,82        | 11 253      | 31,13       |  |
|                                   | Emmanuelle Becker        | FG (PCF) (Divers gauche) | 4 001        | 10,27        |             |             |  |
|                                   | Catherine Creton         | RBM (FN)                 | 2 718        | 6,98         |             |             |  |
|                                   | Guillaume Fillon         | EÉLV                     | 2 360        | 6,06         |             |             |  |
|                                   | Fadila Mehal             | CpF (MoDem)              | 1 155        | 2,97         |             |             |  |
|                                   | Marielle Blanc-Pernin    | AÉI                      | 292          | 0,75         |             |             |  |
|                                   | Mariz Lechesne           | PRV                      | 267          | 0,69         |             |             |  |
|                                   | David Boulle             | NPA                      | 248          | 0,64         |             |             |  |
|                                   | Grégory Auda             | MRC                      | 240          | 0,62         |             |             |  |
|                                   | Clémence Hébert          | PCD                      | 225          | 0,58         |             |             |  |
|                                   | Emmanuel Dehu            | POI                      | 195          | 0,50         |             |             |  |
|                                   | Karim Choulak            | LO                       | 162          | 0,42         |             |             |  |
|                                   | Cyprien Bisot            | Pirate                   | 108          | 0,27         |             |             |  |
|                                   | Pierre Gallois           | CNIP                     | 106          | 0,27         |             |             |  |
|                                   | Gilles Chehade           | PVB                      | 1            | 0,00         |             |             |  |
|                                   | Caroline de Braquilanges | Divers droite            | 0            | 0,00         |             |             |  |
|                                   |                          |                          |              |              |             |             |  |
| Inscrits                          | Inscrits                 | Inscrits                 | 66 545       | 100,00       | 66 531      | 100,00      |  |
| Abstentions                       | Abstentions              | Abstentions              | 27 164       | 40,82        | 29 138      | 43,8        |  |
| Votants                           | Votants                  | Votants                  | 39 381       | 59,18        | 37 393      | 56,2        |  |
| Blancs et nuls                    | Blancs et nuls           | Blancs et nuls           | 434          | 1,1          | 1 238       | 3,31        |  |
| Exprimés                          | Exprimés                 | Exprimés                 | 38 947       | 98,9         | 36 155      | 96,69       |  |
| Source : Ministère de l'Intérieur |                          |                          |              |              |             |             |  |

### Élections législatives de 2017
Les élections législatives se sont déroulées les dimanches 11 et 18 juin 2017.
|                                                                       |                                                                        |                           |                           |                          |                          |
|                                                                       |                                                                        | Premier tour 11 juin 2017 | Premier tour 11 juin 2017 | Second tour 18 juin 2017 | Second tour 18 juin 2017 |
|                                                                       |                                                                        |                           |                           |                          |                          |
|                                                                       |                                                                        | Nombre                    | % des inscrits            | Nombre                   | % des inscrits           |
| Inscrits                                                              | Inscrits                                                               | 68 363                    | 100,00                    | 68 351                   | 100,00                   |
| Abstentions                                                           | Abstentions                                                            | 30 965                    | 45,29                     | 35 341                   | 51,71                    |
| Votants                                                               | Votants                                                                | 37 398                    | 54,71                     | 33 010                   | 48,29                    |
|                                                                       |                                                                        |                           | % des votants             |                          | % des votants            |
| Bulletins blancs                                                      | Bulletins blancs                                                       | 443                       | 1,18                      | 2 100                    | 6,36                     |
| Bulletins nuls                                                        | Bulletins nuls                                                         | 214                       | 0,57                      | 744                      | 2,25                     |
| Suffrages exprimés                                                    | Suffrages exprimés                                                     | 36 741                    | 98,24                     | 30 166                   | 91,38                    |
|                                                                       |                                                                        |                           |                           |                          |                          |
| Candidat Étiquette politique (partis et alliances)                    | Candidat Étiquette politique (partis et alliances)                     | Voix                      | % des exprimés            | Voix                     | % des exprimés           |
|                                                                       |                                                                        |                           |                           |                          |                          |
|                                                                       | Buon Tan La République en marche                                       | 13 384                    | 36,43                     | 16 669                   | 55,26                    |
|                                                                       | Raphaël Qnouch La France insoumise                                     | 5 573                     | 15,17                     | 13 497                   | 44,74                    |
|                                                                       | Martin Lagane Parti socialiste                                         | 4 230                     | 11,51                     |                          |                          |
|                                                                       | Claire Monod Europe Écologie Les Verts                                 | 3 531                     | 9,61                      |                          |                          |
|                                                                       | Laure Esquieu Les Républicains (Parti radical)                         | 3 080                     | 8,38                      |                          |                          |
|                                                                       | Corinne Berthaud Front national                                        | 1 677                     | 4,56                      |                          |                          |
|                                                                       | Jean-Noël Aqua Parti communiste français (République et socialisme)    | 1 257                     | 3,42                      |                          |                          |
|                                                                       | Cendrine Chereil de La Rivière Debout la France                        | 456                       | 1,24                      |                          |                          |
|                                                                       | Boris Douchin Divers (Parti animaliste)                                | 451                       | 1,23                      |                          |                          |
|                                                                       | Yorick Berger Divers droite (577-Les Indépendants)                     | 400                       | 1,09                      |                          |                          |
|                                                                       | Nathalie Laville Écologiste (Régions et peuples solidaires)            | 361                       | 0,98                      |                          |                          |
|                                                                       | Anne Limoge Divers (Union populaire républicaine)                      | 353                       | 0,96                      |                          |                          |
|                                                                       | Joël Ezaoui Divers gauche (Nouvelle Donne)                             | 279                       | 0,76                      |                          |                          |
|                                                                       | Élisabeth Stibbe Union des démocrates et indépendants (Les Centristes) | 277                       | 0,75                      |                          |                          |
|                                                                       | David Flacher Divers (Demain en commun)                                | 238                       | 0,65                      |                          |                          |
|                                                                       | Benoît Chazerand Extrême gauche (Nouveau Parti anticapitaliste)        | 233                       | 0,63                      |                          |                          |
|                                                                       | Bernard Sok Divers droite (Parti libéral démocrate)                    | 202                       | 0,55                      |                          |                          |
|                                                                       | Florence Bedague Lutte ouvrière                                        | 191                       | 0,52                      |                          |                          |
|                                                                       | Laurent Truchot Divers (Parti du vote blanc)                           | 167                       | 0,45                      |                          |                          |
|                                                                       | Élise Mazella Parti radical de gauche                                  | 129                       | 0,35                      |                          |                          |
|                                                                       | Chrystelle Pellegrino Divers                                           | 99                        | 0,27                      |                          |                          |
|                                                                       | Benjamin Requet Divers (Allons enfants !)                              | 85                        | 0,23                      |                          |                          |
|                                                                       | Franck Bonot Divers gauche                                             | 49                        | 0,13                      |                          |                          |
|                                                                       | Fanny Benard Divers (À nous la démocratie)                             | 39                        | 0,11                      |                          |                          |
| Source : Ministère de l'Intérieur - Neuvième circonscription de Paris |                                                                        |                           |                           |                          |                          |

### Élections législatives de 2022
Les élections législatives françaises de 2022 se sont déroulées les dimanches 12 et 19 juin 2022.
|                                                    |                                                                                            |                           |                           |                          |                          |
|                                                    |                                                                                            | Premier tour 12 juin 2022 | Premier tour 12 juin 2022 | Second tour 19 juin 2022 | Second tour 19 juin 2022 |
|                                                    |                                                                                            |                           |                           |                          |                          |
|                                                    |                                                                                            | Nombre                    | % des inscrits            | Nombre                   | % des inscrits           |
| Inscrits                                           | Inscrits                                                                                   | 70 810                    | 100                       | 70 816                   | 100                      |
| Abstentions                                        | Abstentions                                                                                | 32 005                    | 45,20                     | 33 121                   | 46,77                    |
| Votants                                            | Votants                                                                                    | 38 805                    | 54,80                     | 37 695                   | 53,23                    |
|                                                    |                                                                                            |                           | % des votants             |                          | % des votants            |
| Bulletins blancs                                   | Bulletins blancs                                                                           | 536                       | 1,38                      | 1 507                    | 4,00                     |
| Bulletins nuls                                     | Bulletins nuls                                                                             | 199                       | 0,51                      | 640                      | 1,70                     |
| Suffrages exprimés                                 | Suffrages exprimés                                                                         | 38 070                    | 98,11                     | 35 548                   | 94,30                    |
|                                                    |                                                                                            |                           |                           |                          |                          |
| Candidat Étiquette politique (partis et alliances) | Candidat Étiquette politique (partis et alliances)                                         | Voix                      | % des exprimés            | Voix                     | % des exprimés           |
|                                                    |                                                                                            |                           |                           |                          |                          |
|                                                    | Sandrine Rousseau Nouvelle Union populaire écologique et sociale Europe Ecologie Les Verts | 16 332                    | 42,90                     | 20 634                   | 58,05                    |
|                                                    | Buon Tan* Ensemble                                                                         | 10 192                    | 26,77                     | 14 912                   | 41,95                    |
|                                                    | Jean-Baptiste Olivier Les Républicains                                                     | 2 745                     | 7,21                      |                          |                          |
|                                                    | Laurent Miermont Divers gauche                                                             | 2 103                     | 5,52                      |                          |                          |
|                                                    | Carole Roussel Rassemblement national                                                      | 1 898                     | 4,99                      |                          |                          |
|                                                    | David Meyer Reconquête                                                                     | 1 669                     | 4,38                      |                          |                          |
|                                                    | Sandrine Rousseau Le Mouvement de la ruralité                                              | 716                       | 1,88                      |                          |                          |
|                                                    | Béatrice Cossart Parti animaliste                                                          | 699                       | 1,84                      |                          |                          |
|                                                    | Pierre Beyssac Parti pirate                                                                | 445                       | 1,17                      |                          |                          |
|                                                    | Irène Labus Debout la France                                                               | 399                       | 1,05                      |                          |                          |
|                                                    | Farid Nechadi Divers gauche                                                                | 379                       | 1,00                      |                          |                          |
|                                                    | Florence Bedague Lutte ouvrière                                                            | 370                       | 0,97                      |                          |                          |
|                                                    | Éric Gloess Parti ouvrier indépendant démocratique                                         | 123                       | 0,32                      |                          |                          |
| * Député sortant                                   |                                                                                            |                           |                           |                          |                          |

### Élections législatives de 2024
| Candidat                 | Candidat                 | Parti et coalition       | Nuances                  | Premier tour | Premier tour |
| Candidat                 | Candidat                 | Parti et coalition       | Nuances                  | Voix         | %            |
| ------------------------ | ------------------------ | ------------------------ | ------------------------ | ------------ | ------------ |
|                          | Sandrine Rousseau        | LÉ (NFP)                 | UG                       | 26 020       | 52,13        |
|                          | Pegah Malek-Ahmadi       | HOR (ENS)                | ENS                      | 11 550       | 23,14        |
|                          | Marie-Josée Boulaire     | RN                       | RN                       | 5 733        | 11,49        |
|                          | Jean-Baptiste Olivier    | LR diss.                 | DVD                      | 2 290        | 4,59         |
|                          | Elisabeth Stibbe         | LR                       | LR                       | 1 495        | 3,00         |
|                          | Jade Farran              | UDI - VD                 | DVC                      | 678          | 1,36         |
|                          | Marion Bottou            | REC                      | REC                      | 611          | 1,22         |
|                          | Julian Rozenberg         | Équinoxe                 | ECO                      | 565          | 1,13         |
|                          | Florence Bédague         | LO                       | EXG                      | 396          | 0,79         |
|                          | Sophie Chen              | LC                       | DVD                      | 269          | 0,54         |
|                          | Blandine Chauvel         | NPA-R                    | EXG                      | 251          | 0,50         |
|                          | Marc Ely                 | SE (CC)                  | EXD                      | 55           | 0,11         |
|                          |                          |                          |                          |              |              |
| Suffrages exprimés       | Suffrages exprimés       | Suffrages exprimés       | Suffrages exprimés       | 49 913       | 98,36        |
| Votes blancs             | Votes blancs             | Votes blancs             | Votes blancs             | 570          | 1,12         |
| Votes nuls               | Votes nuls               | Votes nuls               | Votes nuls               | 263          | 0,52         |
| Total                    | Total                    | Total                    | Total                    | 50 746       | 100          |
| Abstention               | Abstention               | Abstention               | Abstention               | 20 586       | 28,86        |
| Inscrits / participation | Inscrits / participation | Inscrits / participation | Inscrits / participation | 71 332       | 71,14        |